# Volta a la Xina
La Volta a la Xina (oficialment: Tour of China) és una cursa ciclista per etapes que es disputa a la Xina. La primera edició data del 1995, però no s'ha mantingut amb regularitat fins al 2010. A partir del 2012, es va separar en dues curses, disputant-se en diferents setmanes de separació

## Palmarès

### Volta a la Xina
| Any  | Vencedor             | Segon               | Tercer            |
| ---- | -------------------- | ------------------- | ----------------- |
| 1995 | Viatxeslav Iekímov   | Daniele Nardello    | Steve Hegg        |
| 1996 | Michael Andersson    | Tomasz Brożyna      | Jeff Evanshiner   |
| 2002 | Makoto Iijima        | Maksim Iglinski     | Tonton Susanto    |
| 2003 | Yoshiyuki Abe        | Jurgen Van De Walle | Kazuyuki Manabe   |
| 2004 | Koji Fukushima       | Shinichi Fukushima  | Tomasz Kloczko    |
| 2005 | Andrei Mizúrov       | Zheng Xiaohai       | Dawid Krupa       |
| 2010 | Dirk Müller          | David Tanner        | Daniel Summerhill |
| 2011 | Muradjan Khalmuratov | Ivan Kovaliov       | Alexander Serov   |

### Volta a la Xina I
| Any  | Vencedor         | Segon               | Tercer             |
| ---- | ---------------- | ------------------- | ------------------ |
| 2012 | Martin Pedersen  | Stefan Schumacher   | Michael Rasmussen  |
| 2013 | Kiril Pozdniakov | Constantino Zaballa | José Gonçalves     |
| 2014 | Kamil Gradek     | Vitali Buts         | Neil van der Ploeg |
| 2015 | Daniele Colli    | Oleksandr Polivoda  | Stanislau Bazhkou  |
| 2016 | Raffaello Bonusi | Jonas Vingegaard    | Mauricio Ortega    |
| 2017 | Liam Bertazzo    | Joseph Cooper       | Siarhei Papok      |
| 2018 | Sebastián Molano | Damiano Cima        | Jacopo Mosca       |
| 2019 | Jeroen Meijers   | Roy Eefting         | Yauhen Sobal       |

### Volta a la Xina II
| Any  | Vencedor          | Segon                | Tercer           |
| ---- | ----------------- | -------------------- | ---------------- |
| 2012 | Stefan Schumacher | Jenning Huizenga     | Vitali Popkov    |
| 2013 | Alois Kaňkovský   | Daniel Klemme        | Unai Iparragirre |
| 2014 | Boris Shpilevsky  | Milan Kadlec         | Kamil Gradek     |
| 2015 | Mattia Gavazzi    | Nicolas Marini       | Boris Shpilevski |
| 2016 | Marco Benfatto    | Riccardo Stacchiotti | Luke Mudgway     |
| 2017 | Kevin Rivera      | Mirko Trosino        | Mauricio Ortega  |
| 2018 | Alejandro Marque  | Artem Ovechkin       | Kaden Groves     |
| 2019 | Lyu Xianjing      | José Neves           | Kevin Rivera     |